# Francis Giacobetti
Pour les articles homonymes, voir Giacobetti.
Francis Giacobetti, né le 1er juillet 1939 à Marseille (Bouches-du-Rhône) et mort le 7 juin 2025 à Levallois-Perret (Hauts-de-Seine), est un photographe et réalisateur de cinéma français. 

## Biographie
Issu d'une famille aisée de Marseille, Francis André Martin Giacobetti est élève au Collège de Juilly.
En 1957 à 18 ans, il découvre la photographie et est engagé comme assistant de Maurice Tabard qui est alors à la tête du studio photo du magazine Marie Claire et travaille sur les pages de mode sur de nombreux couturiers des années 1950, comme Pierre Balmain, Madame Grès et Elsa Schiaparelli.
Il s'intéresse aux nouveaux procédés de la photographie en couleur et, à 20 ans, il est nommé « consultant couleurs » de Paris Match. Il rencontre alors Daniel Filipacchi quatre ans plus tard et devient reporter puis photographe, utilisant quatorze pseudonymes, et directeur artistique pour le magazine Lui et travaille aussi pour l'édition française de Playboy des années 1960 aux années 1980. Il est le photographe du calendrier Pirelli en 1970 et 1971.
Il est le réalisateur du film Emmanuelle l'antivierge (1978), second volet de la série de films Emmanuelle et le producteur d'Emmanuelle 4 (1984).
Se détournant par la suite des photos érotiques, il est envoyé par Paris Match photographier des personnalités pour le magazine, comme Fidel Castro, Mikhaïl Gorbatchev ou encore Gabriel Garcia Marquez.
En 1984, il commence une série de photographies de célébrités qui inclut plus de 200 sujets, comme Federico Fellini, Stephen Hawking, Francoise Sagan, Philippe Starck et Yehudi Menuhin. 
À l'automne 1991, Francis Giacobetti rencontre Francis Bacon et réalise une série de 200 photographies du peintre. Elles sont présentées dans de nombreuses expositions et ont fait l'objet d'un livre chez Christie's (2005), finalement annulé à cause d'une plainte de l'ayant-droit de Bacon et ce malgré un document manuscrit de ce dernier l'autorisation à mener à bien son projet.
Résidant à Neuilly-sur-Seine, Francis Giacobetti meurt d'un arrêt cardiorespiratoire le 7 juin 2025 à l'âge de 85 ans à l'Hôpital franco-britannique de Levallois-Perret,,,.

### Famille
D'une première union, Francis Giacobetti est le père de la parfumeuse Olivia Giacobetti et de deux autres filles.
Il est le père de Louis Giacobetti, fils de Carole Bouquet, né en 1987,.

## Filmographie
- 1978 : Emmanuelle l'antivierge, avec Sylvia Kristel et Umberto Orsini

## Publications
- Les filles du Crazy (1982) - Éditions Love Me Tender
- Francis Giacobetti (1987) - Éditions Paris audiovisuel -  (ISBN 978-2904732164) (avec Henry Chapier)
- Giacobetti, Écrire avec de la lumière (1994) - Éditions du Collectionneur -  (ISBN 2-900450-26-8) (BNF 35762349)
- (en) Francis Bacon by Francis Giacobetti (2005) - Christie’s
- Giacobetti : nus (2017) - Éditions Assouline -  (ISBN 978-2759407767)
- Instantanés (2017) Éditions First -  (ISBN 978-2412030288)

## Expositions
- Vier Meister der erotischen Fotografie, Cologne, photokina  1970.
- Francis Bacon by Francis Giacobetti, Marlborough Gallery, Londres, 1994
- Zebras - Paris, 2012[7]
- Haskins, Giacobetti, Shinoyama: Three Masters of Erotic Photography - Steven Kasher Gallery, New York, 2017
- Giacobetti - Artcurial, Paris, 2017